# Епархия Шалона
Епархия Шалона (лат. Dioecesis Catalaunensis, фр. Diocèse de Châlons-en-Champagne) — епархия в составе архиепархии-митрополии Реймса Римско-католической церкви во Франции. В настоящее время епархией управляет епископ Франсуа Туве.
Клир епархии включает 84 священников (83 епархиальных и 1 монашествующий священников), 16 диаконов, 1 монаха, 77 монахинь.
Адрес епархии: B.P. 40, 20 rue de l’Abbe Gillet, 51038 Chalons-en-Champagne CEDEX, France.

## Территория
В юрисдикцию епархии входит 34 прихода в департаменте Марна во Франции.
Все приходы объединены в 6 деканатов.
Кафедра епископа находится в городе Шалон в церкви Святого Стефана.

## История
Кафедра Шалона была основана в IV веке.
В 1147 году Папа Евгений III освятил собор. Вместе с понтификом в освящении собора участвовал святой Бернард Клервоский.
После конкордата 1801 года буллой Qui Christi Domini Папы Пия VII от 29 ноября 1801 года епархия Шалона была упразднена, а её территория включена в состав епархии Мо.
Новый конкордат, подписанный в июне 1817 года, предусматривал восстановление епархии. Но это соглашение не вступило в силу, поскольку оно не было ратифицировано парламентом в Париже.
6 октября 1822 года епархия Шалона была окончательно восстановлена буллой Paternae charitatis того же Папы Пия VII.

## Ординарии епархии
- святой Меммий (290);
- святой Донациан (IV век), память 7 августа[1];
- святой Домициан (344—346), память 9 августа[2];
- Амабл (IV век);
- Дезидерий (IV век);
- Санктиссим (IV век);
- Провинкт (IV/V век);
- святой Альпин (упоминается в 451);
- Аманд (Амандин) (упоминается в 461);
- Флоранд (500);
- Провидерий (515);
- Продиктор (530);
- Луп I (упоминается в 535);
- Папион (VI век);
- Евхарий (565);
- Теутинод (Теутмод) (578);
- святой Элаф (579), память 19 августа[3];
- святой Лумерий (580), память 3 октября[4];
- Феликс I (упоминается в 589);
- Рагнебальд (VII век);
- Ландеберт (675);
- Арнуль I (упоминается в 682/688);
- Бертоин (693);
- Феликс II (VIII век);
- Бладальд (VIII век);
- Скарик (VIII век);
- Рикарий (770);
- Виллибальд (784);
- Бово I (784—804);
- блаженный Хильдегрим (804—827);
- Аделельм (827—835);
- Луп II (837—857);
- Эрхенрад (858—867);
- Виллиберт (868 — 10.01.878);
- Бернон (878—887);
- Родоальд (887—894);
- Мансьон (894—908);
- Летольд (908—912);
- Бово II (917—947);
- Гибуин I (947/948 — 991);
- Гибуин II (1004);
- Ги I (1004—1008);
- Роже I (1008—1042);
- Роже II (1043 — 27.01.1065);
- Роже III де Эно (1066—1093);
- Филипп I де Шампань (1095 — 05.04.1100);
- Юг I (1100 — 20.05.1113);
- Гильом I де Шампо (1113 — 18.01.1122);
- Эбль де Руси (1122 — 21.06.1126);
  - Эрлебер (1127- 08.10.1130) — не взошёл на кафедру;
- Жоффруа I (1131 — 27./28.05.1142);
- Ги II де Пьерпон (1142/1144 — 20.01.1147);
- Бартелеми де Санлис (1147 — 24./25.12.1151);
- Эмон (1152—1153);
- Бозон (1153 — 25.03.1162);
- Ги III де Жуанвиль (1164 — 31.01.1190);
- Ротру дю Перш (1190 — 10.12.1201);
- Жерар де Дуэ (1203—1215);
- Гильом II дю Перш (1215—1226);
- Барталеми (1226—1228)
- Филипп II де Немур-Меревиль (1228);
- Юг II (XIII век);
- Александр (упоминается в 1235);
- Жоффруа II де Гранпре (15.04.1241 — 22.04.1247);
- Пьер I де Ан (15.02.1248 — 16.11.1261);
- Конон де Витри (1263—1269);
- Арнуль II (04.09.1272 — 30.07.1273);
- Реми де Сомм-Tурб (1275 — 18.10.1284);
- Жан I де Шатовийен (24.04.1285 — 02.04.1313);
- Пьер II де Латийи (12.05.1313 — 15.03.1328);
- Симон де Шатовийен (06.04.1328 — 08.01.1335);
- Филипп III де Мелён (15.05.1335 — 15.02.1339) — назначен архиепископом Санса;
- Жан II де Мандевийен (15.02.1339 — 27.11.1339);
- Жан III Апп (13.10.1340 — 1350);
- Реньо Шово (02.10.1353 — 19.09.1356);
- Аршамбо де Лотрек (11.01.1357 — 10.11.1389);
- Шарль де Пуатье (29.01.1390 — 20.09.1413) — назначен епископом Лангра;
- Луи де Бар (20.09.1413 — 10.01.1420) — апостольский администратор;
- Жан IV де Сарбрюк (10.01.1420 — 30.11.1438);
- Жан V Тюдер (22.04.1439 — 1439/1440) — избранный епископ;
- Гильом III ле Тюр (06.07.1440 — 03.06.1453);
- Жоффруа III де Сен-Жеран (27.11.1453 — 30.08.1503);
- Жиль де Люксембург (29.11.1503 — 10.02.1535);
- Робер де Ленонкур (10.05.1535 — 30.05.1550);
- Филипп де Ленонкур (30.05.1550 — 13.04.1556);
- Жером де Бюрж (13.04.1556 — 1571);
- Николя Клосс де Маршамон (26.11.1571 — 12.09.1573);
- Косм Клосс де Маршамон (17.11.1574 — 01.04.1624);
- Анри Клосс де Флёри (01.04.1624 — 13.12.1640);
- Феликс III Вьялар де Эрс (26.05.1642 — 11.06.1680);
- Луи-Антуан де Ноай (17.03.1681 — 19.09.1695) — назначен архиепископом Парижа;
- Гастон-Жан-Батист-Луи де Ноай (02.04.1696 — 15.09.1720);
- Никола-Шарль де Со-Таванн (24.09.1721 — 18.12.1733) — назначен архиепископом Руана;
- Клод-Антуан де Шуазёль-Бопре (18.12.1733 — 02.10.1763);
- Антуан де Ластик (1763);
- Антуан Элеонор Леон Леклерк де Жуинье (09.04.1764 — 21.02.1782) — назначен архиепископом Парижа;
- Анн-Антуан-Жюль де Клермон-Тоннер (25 февраля 1782 — 29 ноября 1801);
  - Николя Дьо (1791—1794) — антиепископ;
  - Кафедра упразднена (1801—1822);
- Мари-Жозеф-Франсуа-Виктор Монье де Прийи (17.11.1823 — 01.01.1860);
- Жан-Оноре Бара (01.01.1860 — 11.07.1864);
- Гийом-Рене Меньян (17.09.1864 — 20.09.1882) — назначен епископом Арраса;
- Гийом-Мари-Ромен Суррьё (20.09.1882 — 15.05.1894) — назначен архиепископом Руана;
- Гаспар-Мари-Мишель-Андре Латти (15.05.1894 — 15.10.1907) — назначен архиепископом Авиньона;
- Эктор-Ирене Севен (11.02.1908 — 02.12.1912) — назначен архиепископом Лиона;
- Жозеф-Мари Тиссье (20.12.1912 — 09.01.1948);
- Рене-Жозеф Пьерар (09.01.1948 — 16.09.1973);
- Люсьен-Эмиль Бардонн (16.09.1973 — 01.09.1998);
- Жильбер Луи (1.03.1999 — 23.12.2015);
- Франсуа Туве (с 23.12.2015).

## Статистика
На конец 2006 года из 269 000 человек, проживающих на территории епархии, католиками являлись 252 000 человек, что соответствует 93,7 % от общего числа населения епархии.
| год  | население | население | население | священники | священники        | священники         | священники                           | постоянные диаконы | монахи  | монахи  | приходы |
| год  | католики  | всего     | %         | всего      | белое духовенство | черное духовенство | число католиков на одного священника | постоянные диаконы | мужчины | женщины | приходы |
| ---- | --------- | --------- | --------- | ---------- | ----------------- | ------------------ | ------------------------------------ | ------------------ | ------- | ------- | ------- |
| 1950 | 215.620   | 217.127   | 99,3      | 284        | 269               | 15                 | 759                                  |                    | 28      | 338     | 476     |
| 1958 | 213.000   | 216.505   | 98,4      | 307        | 260               | 47                 | 693                                  |                    | 59      | 325     | 477     |
| 1969 | 241.000   | 250.615   | 96,2      | 237        | 218               | 19                 | 1.016                                |                    | 33      | 351     | 115     |
| 1980 | 241.700   | 261.900   | 92,3      | 185        | 175               | 10                 | 1.306                                |                    | 18      | 267     | 475     |
| 1990 | 247.600   | 269.000   | 92,0      | 136        | 133               | 3                  | 1.820                                | 5                  | 5       | 168     | 88      |
| 1999 | 251.000   | 270.000   | 93,0      | 106        | 106               |                    | 2.367                                | 4                  | 2       | 120     | 34      |
| 2000 | 253.000   | 272.000   | 93,0      | 101        | 101               |                    | 2.504                                | 4                  |         | 114     | 34      |
| 2001 | 242.000   | 260.836   | 92,8      | 105        | 104               | 1                  | 2.304                                | 8                  | 1       | 103     | 34      |
| 2002 | 244.800   | 264.000   | 92,7      | 104        | 103               | 1                  | 2.353                                | 9                  | 1       | 101     | 34      |
| 2003 | 246.000   | 266.000   | 92,5      | 102        | 102               |                    | 2.411                                | 11                 |         | 96      | 34      |
| 2004 | 241.224   | 260.836   | 92,5      | 103        | 102               | 1                  | 2.341                                | 12                 | 1       | 95      | 34      |
| 2006 | 252.000   | 269.000   | 93,7      | 84         | 83                | 1                  | 3.000                                | 16                 | 1       | 77      | 34      |